# Hoplia graminicola
Hoplia graminicola (Fabricius, 1792) è un coleottero appartenente alla famiglia degli Scarabeidi (sottofamiglia Melolonthinae).

## Descrizione

### Adulto
H. graminicola è un coleottero di piccole dimensioni, oscillanti tra i 5,5 e i 7 mm di lunghezza. Presenta un corpo tozzo, solitamente di color grigio o marrone scuro. I maschi sono caratterizzati da un maggior sviluppo degli arti inferiori, rispetto alle femmine.

## Biologia
Gli adulti compaiono in primavera e sono visibili durante il giorno. Sono soliti volare in prossimità di vegetazione erbacea.

## Distribuzione e habitat
H. graminicola è diffusa in Europa centrale e meridionale estendendosi a est fino alla Russia. In Italia è presente in Emilia-Romagna, Trentino-Alto Adige, Lombardia e Piemonte.